# حکیمیه (ساوجبلاغ)
حکیمیه روستایی دهستان چهاردانگه بخش چهارباغ شهرستان ساوجبلاغ استان البرز ایران است. در سرشناسی سال ۱۳۸۵ به این روستا اشاره شده ولی جمعیت آن گزارش نشده است.